# Брестовачка Брда
Брестовачка Брда су насељено место у општини Кончаница, у западној Славонији, Република Хрватска.

## Историја
До територијалне реорганизације у Хрватској насеље се налазило у саставу бивше велике општине Дарувар.

## Становништво
По попису из 2011. године насеље је имало 33 становника.
| Националност       | 1991.       | 1981.       |
| Срби               | 7 (15,90%)  | 14 (23,33%) |
| Хрвати             | 7 (15,90%)  | 13 (21,66%) |
| Југословени        | 16 (36,36%) | 7 (11,66%)  |
| остали и непознато | 14 (31,81%) | 26 (43,33%) |
| Укупно             | 44          | 60          |

- за остале пописе видети под Даруварски Брестовац
- напомене:

Исказује се као део насеља од 1921, а као самостално насеље од 1981. Настало издвајањем дела насеља Даруварски Брестовац.